# Rokîtne, Konotop
Rokîtne (în ucraineană Рокитне) este un sat în comuna Saltîkove din raionul Konotop, regiunea Sumî, Ucraina.

## Demografie
Componența lingvistică a localității Rokîtne
     Ucraineană (99,3%)
     Alte limbi (0,7%)
Conform recensământului din 2001, majoritatea populației localității Rokîtne era vorbitoare de ucraineană (99,3%), existând în minoritate și vorbitori de alte limbi.